# Groot Luleå
Groot Luleå is een samenwerkingsverband binnen de Zweedse gemeente Luleå. De deelnemende gebieden dragen de naam stadsdeel, maar dat komt niet overeen met de Nederlandse definitie.
Deelnemers zijn wijken van Luleå zelf en omliggende stadjes en dorpen:
- Innerstaden (Luleå)
- Östermalm (L)
- Svartöstaden (L)
- Malmudden (L)
- Skurholmen (L)
- Lövskatan (L)
- Örnäset (L)
- Kronan (L)
- Bredviken (L)
- Lerbäcken (L)
- Hertsön
- Svartölandet (L)
- Bergnäset
- Gammelstad
- Hammaren (L)
- Södra Sunderbyn
- Karlsvik
- Storheden (L)
- Mjölkudden (L)
- Notviken (L)
- Lulsundet (L)
- Bergviken (L)
- Björksgatan (L)
- Porsön (L)
- Skutviken (L)
- Ormberget (L)